# Pidțîrea, Kamin-Kașîrskîi
Pidțîrea (în ucraineană Підцир`я) este un sat în orașul raional Kamin-Kașîrskîi din raionul Kamin-Kașîrskîi, regiunea Volînia, Ucraina.

## Demografie
Componența lingvistică a localității Pidțîrea
     Ucraineană (99,61%)
     Alte limbi (0,39%)
Conform recensământului din 2001, majoritatea populației localității Pidțîrea era vorbitoare de ucraineană (99,61%), existând în minoritate și vorbitori de alte limbi.